# Dora Bryan
Pour les articles homonymes, voir Bryan.
Dora May Broadbent, née le 7 février 1923 à Parbold dans le Lancashire et morte à Brighton et Hove le 23 juillet 2014, est une actrice britannique.

## Filmographie partielle
- 1946 : Huit Heures de sursis (OddMan Out) de Carol Reed : girl in telephon kiosk non crédité
- 1947 : Première Désillusion (The Fallen Idol) de Carol Reed
- 1949 : La Rose et l'Oreiller (Once Upon a Dream) de Ralph Thomas
- 1949 : The Perfect Woman de Bernard Knowles : model
- 1949 : Now Barabbas de Gordon Parry : Winnie
- 1949 : The Interrupted Journey de Daniel Birt : Waitress
- 1950 : The Cure of Love de Robert Donat : Jenny Jenkins

- 1950 : La Lampe bleue (The Blue Lamp) de Basil Dearden
- 1950 : Traveller's Joy de Ralph Thomas : Eva
- 1950 : No Trace de John Gilling : Maisie
- 1950 : Something in the City de Maclean Rogers : Waitress
- 1951 : Files from Scotland Yard de Anthony Squire : Minnie Robinson
- 1951 :  The Quiet Woman de John Gilling : Elsie
- 1951 : L'enquête est close (Circle of Danger) de Jacques Tourneur
- 1951 : Scarlet Thread de Lewis Gilbert : Maggie
- 1951 : No Highway in the Sky de Henry Koster : Rosie barmaid
- 1951 : Lady Godiva (Lady Godiva Rides Again) de  Frank Launder
- 1951 : High Treason de Roy Boulting : Mrs Bowers
- 1952 : Whispering Smith Hits London de Francis Searle : La Fosse
- 1952 : 13 East Street de Robert S. Baker : Valerie
- 1952 : Commando sur Saint Nazaire (The Gift Horse) de Compton Bennett : Glad Flanagan
- 1952 : Mother Riley Meets the Vampire de John Gilling : Tilly
- 1952 : Time Gentlemen Please de Lewis Gilbert : Peggy Stebbins
- 1952 : L'assassin a de l'humour (The Ringer) de Guy Hamilton
- 1952 : Women of Twilight de Gordon Parry : Olga
- 1952 : Made in Heaven de John Paddy Carstairs : Ethel Jenkins
- 1952 : Miss Robin Hood de John Guillermin : Pearl
- 1953 : Au coin de la rue (Street Corner) de Muriel Box
- 1953 : The Fake de Godfrey Grayson : barmaid
- 1953 : Le Visiteur Nocturne (The Intruder) de Guy Hamilton : Dora Dee
- 1954 : Le Prisonnier du harem (You Know what the sailors are)) de Ken Annakin : Gladys
- 1954 : Fast and Loose de Gordon Parry : Mary Rawlings
- 1954 : Évasion (The Young Lovers) de Anthony Asquith
- 1954 :  The Crowded Day de John Guillermin : customer
- 1954 : Folle des hommes (Mad about Men) de Ralph Thomas : Berengaria
- 1955 : L'Abominable Invité (As Long As They're be Happy) de J. Lee Thompson : May
- 1955 : See How They Run de Leslie Arliss : Isa
- 1955 : You Lucky People de Maurice Elvey : Sgt Hortense Tipp
- 1955 : Commando dans la Gironde (The Cockleshell Heroes) de José Ferrer
- 1956 : Child in the House de Cyril Raker Endfield : Cassie
- 1956 : The Green Man de Robert Day
- 1958 : The Man Who Wouldn't Talk de Herbert Wilcox : Telephonist
- 1958 : Allez-y sergent ! (Carry On Sergeant) de Gerald Thomas
- 1958 : Hello London de Sid Smith
- 1959 : Operation Bullshire de Gilbert Gunn : Pvt Cox
- 1959 : Desert Mice de Basil Dearden : Gay
- 1961 : Night We Got the Bird de Darcy Conyers : Julie Skidmore
- 1961 : Un goût de miel (A Taste of Honey) de Tony Richardson
- 1966 : The Great St Trinian's Train Robbery de Sidney Gilliat et Frank Launder : Amber Spottiswood
- 1966 : The Sandwich Man de Robert Hartford Davis : Mrs DeVere
- 1968 : Two a Penny de James F. Collier : Rudy Hopkins
- 1971 : La Fille de Jack l'Éventreur (Hands of the Ripper) de Peter Sasdy : Mrs Golding
- 1972 : Up the Front de Bob Kellett : Cora Crumpington